# Cambrai
Cambrai (nekdanji Cambray; nizozemsko Kamerijk) je mesto in občina v severni francoski regiji Nord-Pas-de-Calais, podprefektura departmaja Nord. Ob popisu prebivalstva 2009 je mesto imelo 32.518 prebivalcev.

## Geografija
Kraj leži v severni Franciji ob reki Šeldi, 65 km južno od Lilla.

## Administracija
Cabrai je sedež dveh kantonov:
- Kanton Cambrai-Vzhod (del občine Cambrai, občine Awoingt, Cagnoncles, Cauroir, Escaudœuvres, Estrun, Eswars, Iwuy, Naves, Niergnies, Ramillies, Séranvillers-Forenville, Thun-l'Évêque, Thun-Saint-Martin: 22.640 prebivalcev),
- Kanton Cambrai-Zahod (del občine Cambrai, občine Abancourt, Aubencheul-au-Bac, Bantigny, Blécourt, Cuvillers, Fontaine-Notre-Dame, Fressies, Haynecourt, Hem-Lenglet, Neuville-Saint-Rémy, Paillencourt, Proville, Raillencourt-Sainte-Olle, Sailly-lez-Cambrai, Sancourt, Tilloy-lez-Cambrai: 39.438 prebivalcev).

Mesto je prav tako sedež okrožja, v katerega so poleg njegovih dveh vključeni še kantoni Carnières, Cateau-Cambrésis, Clary, Marcoing in Solesmes s 160.372 prebivalci.

## Zgodovina
Cambrai je bil prvotno naselje belgijskega plemena Nervi, v rimskem obdobju poznan kot Camaracum. V 5. stoletju je pod vladavino Raguachariusa pripadel Frankom. Z Verdunskim mirom 843 se je za Cambrai začelo obdobje nemirov. Začeli so se vdori in plenjenje mest s strani Normanov (850, 880) in Madžarov (953). Cambraiska grofija je bila priključena k Lotarinškemu kraljestvu, v letu 925 pa je s Henrikom I. pripadla Cesarstvu. Leta 958 je Cambrai postal ena prvih komun v Evropi. V 15. stoletju je kot središče v njem delovala ena najbolj kreativnih glasbenih ustanov, v njej so rasli in se izobraževali številni skladatelji Burgundske šole. 
10. decembra 1508 je bil v Cambraiju podpisan sporazum med francoskim kraljem Ludvikom XII. in habsburškim cesarjem Maksimiljanom I., h kateremu sta pristopila še aragonski kralj Ferdinand II. in papež Julij II.; s tem je bila ustanovljena Kambrejska liga, prvotno uperjena proti osmanski državi, dejansko pa proti Beneški republiki.
S podpisom cambraiskega miru 5. avgusta 1529 med Francem I. in Karlom V. se je končala vojna Cognaške zveze med Francijo in Cesarstvom.
Leta 1677 je Cambrai anektirala Francija. Med revolucijo je bila uničena prvotna katedrala, sedanja Notre-Damska katedrala pa je bila zgrajena v 19. stoletju. 
Med prvo svetovno vojno se je v bližini odvijala bitka (20. november - 3. december 1917), znana kot bitka, v kateri so bili prvikrat uspešno uporabljeni tanki.

## Znamenitosti
Cambrai je na seznamu francoskih umetnostno-zgodovinskih mest.
- Cerkev Saint-Géry, nekdanja opatija Saint-Aubert, je ena najstarejših zgodovinskih spomenikov mesta,
- trdnjava Le château de Selles iz 11. stoletja, nekdaj obdana z reko Šeldo,
- Cambraiška stolnica (stolnica Notre-Dame de Grâce de Cambrai) iz začetka 18. stoletja,
- jezuitska kapela Grand Séminaire iz konca 17. stoletja
- stolp Beffroi de Cambrai iz 15. stoletja, francoski zgodovinski spomenik, visok 62 m, je bil skupaj z ostalimi podobnimi stolpi v Belgiji in Franciji leta 2005 uvrščen na seznam UNESCOve svetovne kulturne dediščine,
- Pariška vrata.

## Pobratena mesta
- Châteauguay (Québec, Kanada),
- Cieszyn (Poljska),
- Esztergom (Madžarska),
- Gravesend (Združeno kraljestvo),
- Houma (Louisiana, ZDA),
- Kamp-Lintfort (Nemčija),
- Kantchari (Burkina Faso),
- Puškin (Rusija).